# Kanton Dannemarie
Dannemarie is een voormalig kanton van het Franse departement Haut-Rhin. Het kanton maakte deel uit van het arrondissement Altkirch.
Op 22 maart 2015 werd het kanton opgeheven en werden de gemeenten opgenomen in het kanton Masevaux.

## Gemeenten
Het kanton Dannemarie omvatte de volgende gemeenten:
- Altenach
- Ammerzwiller
- Balschwiller
- Bellemagny
- Bréchaumont
- Bretten
- Buethwiller
- Chavannes-sur-l'Étang
- Dannemarie (hoofdplaats)
- Diefmatten
- Elbach
- Eteimbes
- Falkwiller
- Gildwiller
- Gommersdorf
- Guevenatten
- Hagenbach
- Hecken
- Valdieu-Lutran
- Magny
- Manspach
- Montreux-Jeune
- Montreux-Vieux
- Retzwiller
- Romagny
- Saint-Cosme
- Sternenberg
- Traubach-le-Bas
- Traubach-le-Haut
- Wolfersdorf